# Municipio de Coahuitlán
El municipio de Coahuitlán se encuentra en el estado de Veracruz en la zona norte. Es uno de los 212 municipios de la entidad y está ubicado en las coordenadas 20°15′40.43″N 97°43′44.59″O / 20.2612306, -97.7290528, a una altura de 1.460 msnm.
Coahuitlán: Es voz totonaca que significa. "Lugar de arboles o de arboleada"
En el Municipio de Coahuitlán, se encuentra un escudo, en la cabecera Municipal, esta ubicado en el H. Ayuntamiento del Mpio. Coahuitlán, a sí mismo comprende los siguientes puntos:
1.- Los muros son la base de una construcción y son bien situados, en este caso son los que sostienen ante todo el municipio, que a su vez encierra en él dos leyendas: coahui, árbol y tlán, bueno; árbol bueno.
2.- Orla en el fondo de este escudo el árbol y sobre la parte más alta de los muros las fechas de 1300-1500 como año aproximado de la fundación del municipio y 1995 año en que fue diseñado el escudo.
3.- Se hace mención a la leyenda en totonaco Ama Min Cachikin que significa "Este es tu pueblo"
4-. En el centro se encuentra una campana con una cruz en el extremo superior que significa la iglesia como punto fundamental para los habitantes de la comunidad.
5.- En la parte superior izquierda, la planta de café y en la extrema derecha una milpa representa los productos más significativos que se cultivan en el municipio.
6.- En la parte inferior izquierda se representa un libro con unos machetes al centro que significa la Ley junto con el campo como base fundamental para la grandeza del municipio y del estado.
7.- En el lado inferior derecho se encuentra representada la Danza de los Guaguas como una de las más significativas del pueblo, en la cual se personifica al pájaro carpintero y al tejón como muestra de la vida silvestre del lugar.
8.- Al centro encontramos un incensario que se utiliza en ceremonias en los días de Todos los Santos y de Muertos, tradiciones antiguas que se conservan hasta el día de hoy.
9.- En la parte inferior central se representa un pez como una de tantas especies que son dignas de citarse.
10.- En el año de 1897 se trasladaron los poderes al pueblo de Progreso de Zaragoza, declarándose como Cabecera Municipal, por este motivo se encuentra una banda en la parte inferior con este nombre como símbolo de Bienvenida.

Reseña Histórica
El nombre del municipio de Coahuitlán es de origen náhuatl, que significa "lugar de los árboles o arboleda" y en totonaco es    dios "kikiwininti" que significa lo mismo. Es un pueblo prehispánico    totonaco, que durante el siglo XVI fue estancia de Mecatlán,  decreto No. 9 del 8 de julio de 1897 se ordenó que la cabecera del municipio se estableciera en la congregación de Progreso de Zaragoza, donde    viven los mestizos.
El municipio lo conforman las siguientes localidades en las cuales habitan 8.176 personas. Localidades: Coahuitlán, Progreso de Zaragoza, Macedonio Alonso y Poza de Lagarto. Progreso de Zaragoza a su vez se divide en las siguientes colonias: Progreso de Zaragoza, Barrio del Tecolote, Barrio del Cerrito, Linda Vista y Colonia Esquitin
Sus límites son:
- Norte: Coyutla y Puebla.
- Sur:  Filomeno Mata.
- Este: Coyutla.
- Oeste: Puebla.

Municipio de Coahuitlán:  Es un municipio con muchas tradiciones, tiene sus fiestas principales En Febrero el día de la Candelaria, marzo festejan a San José y abril festejo a Santo Entierro, En los festejos de la Semana Santa se reúnen varias comunidades con el objeto de realizar una gran fiesta.
El Municipio de Coahuitlán, cuenta con muchas atracciones turísticas, una de tantas se encuentra en la Localidad de Progreso de Zaragoza, "El puente Colgante"  

Galería del Puente Colgante de la Localidad de Progreso de Zaragoza.  

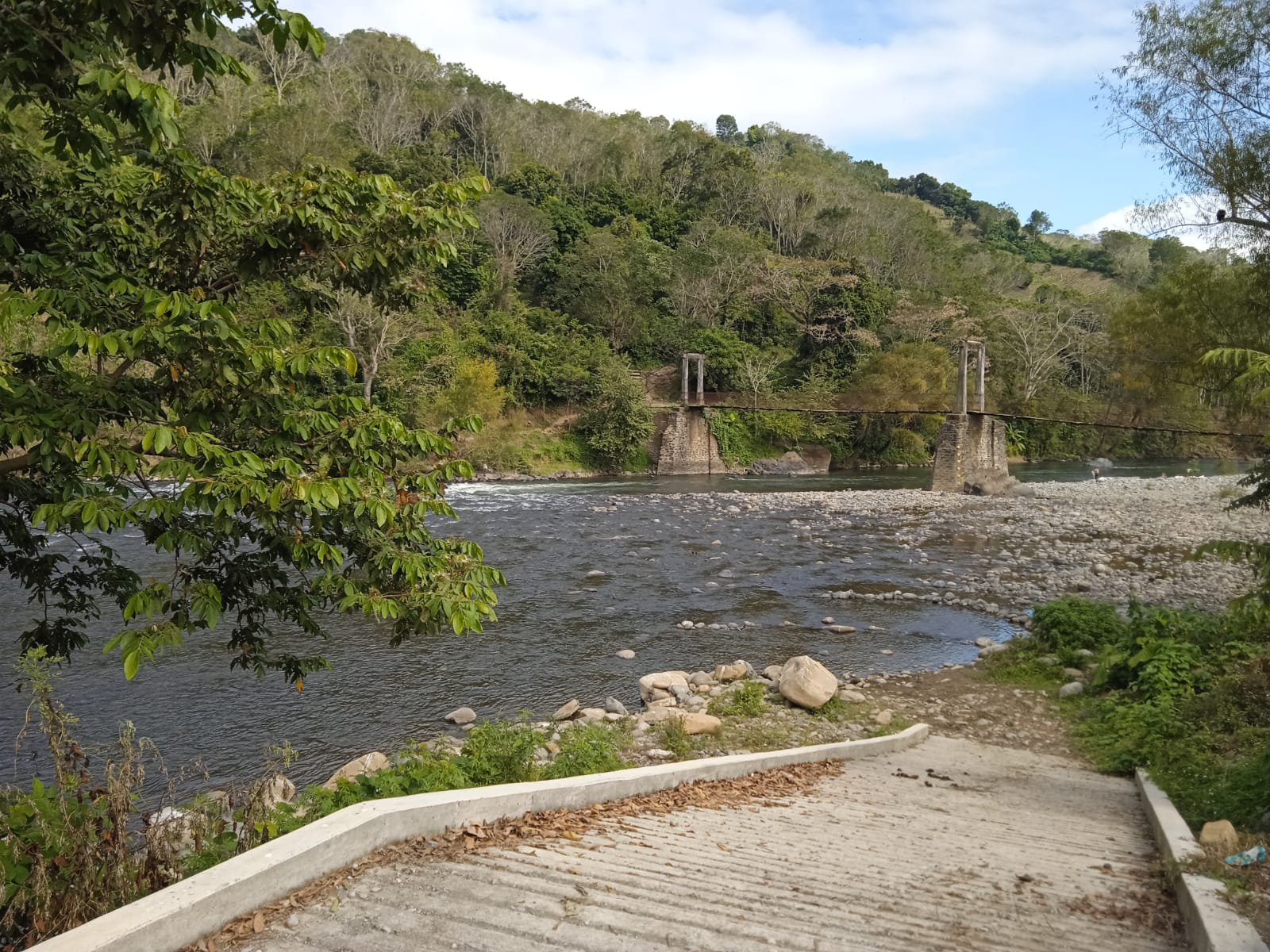
Foto del Puente Colgante desde el Malecón
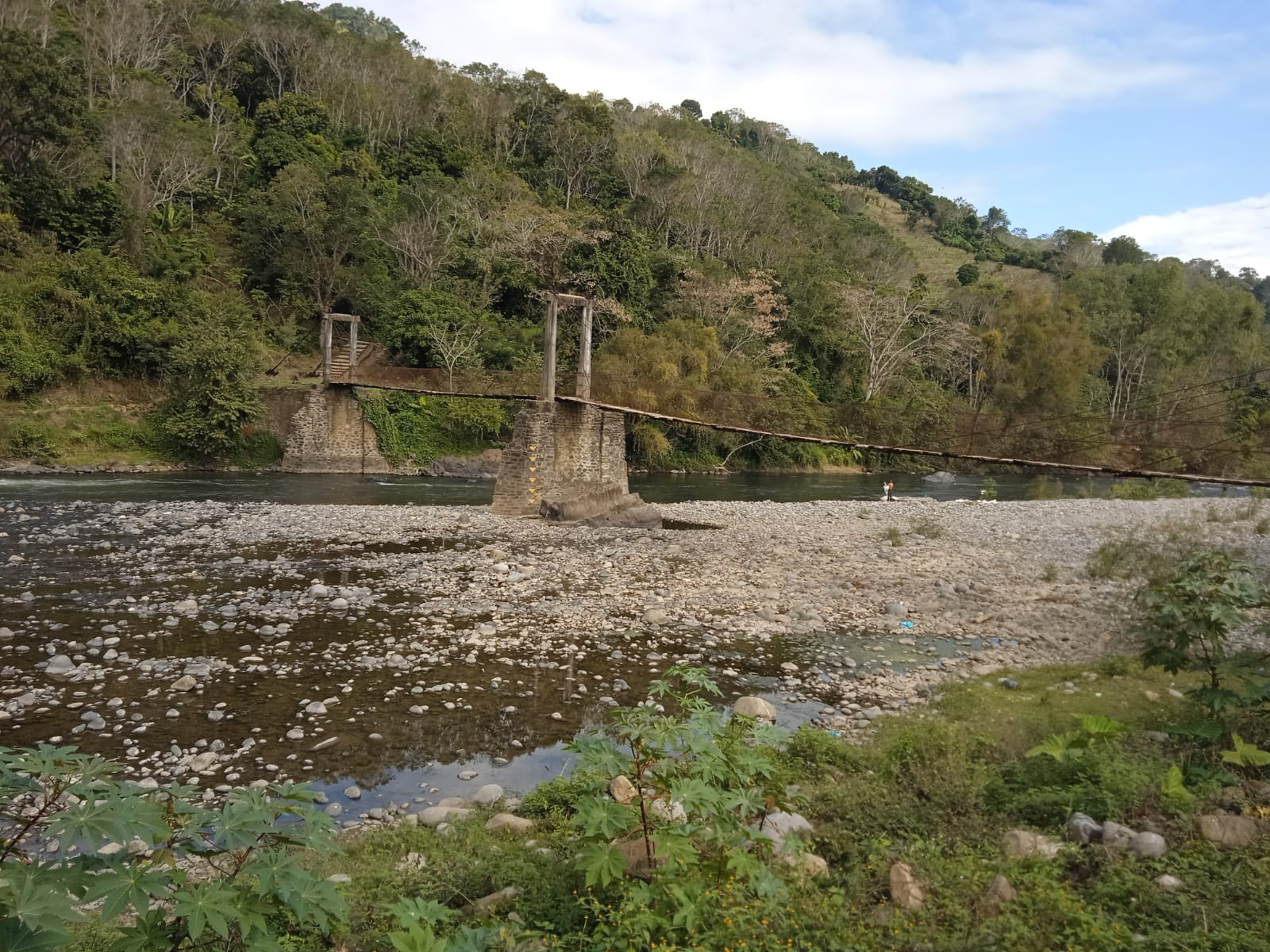
Foto Puente Colgante desde el Rio Necaxa
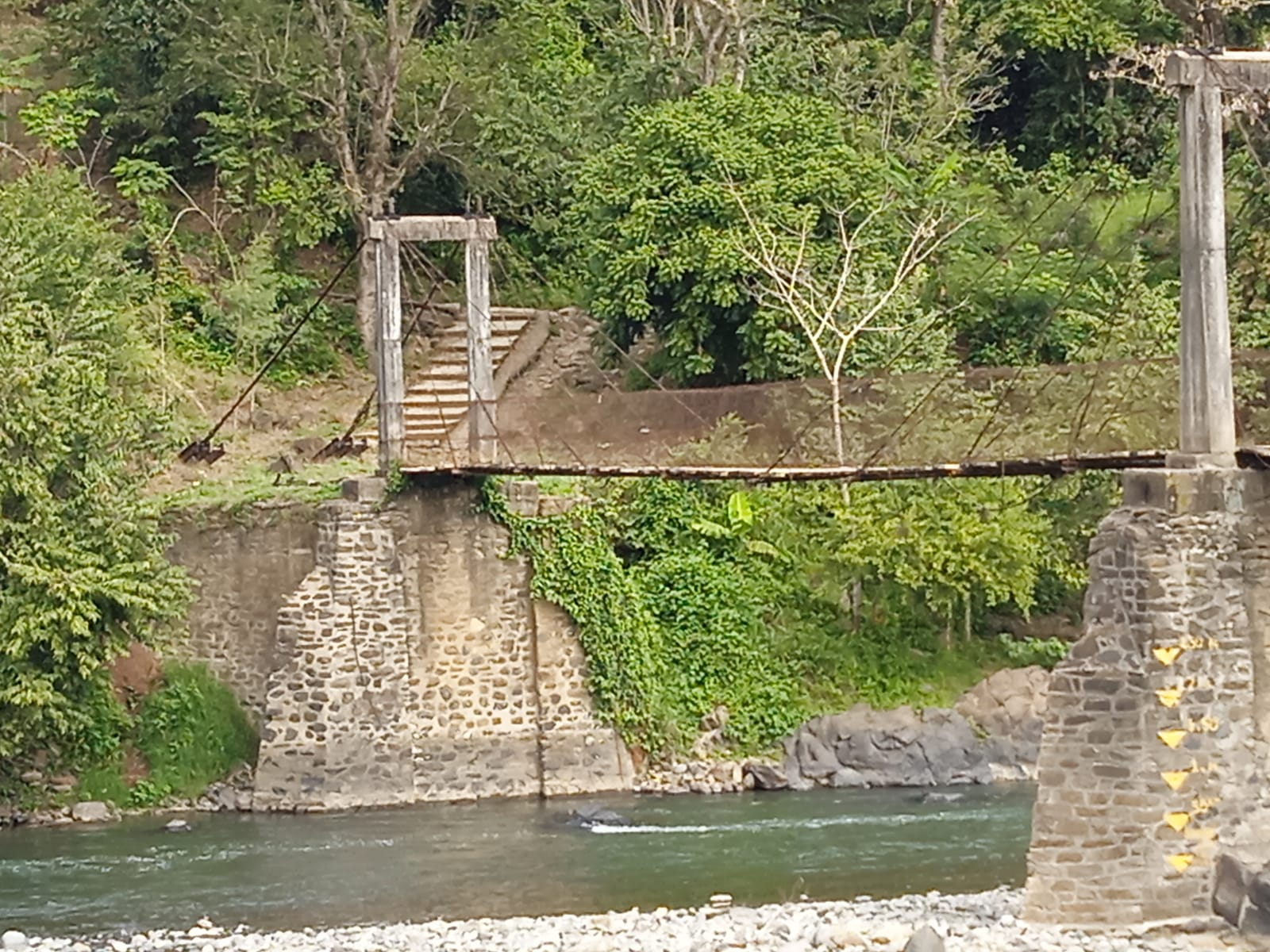
Foto de los Muros del Puente Colgante
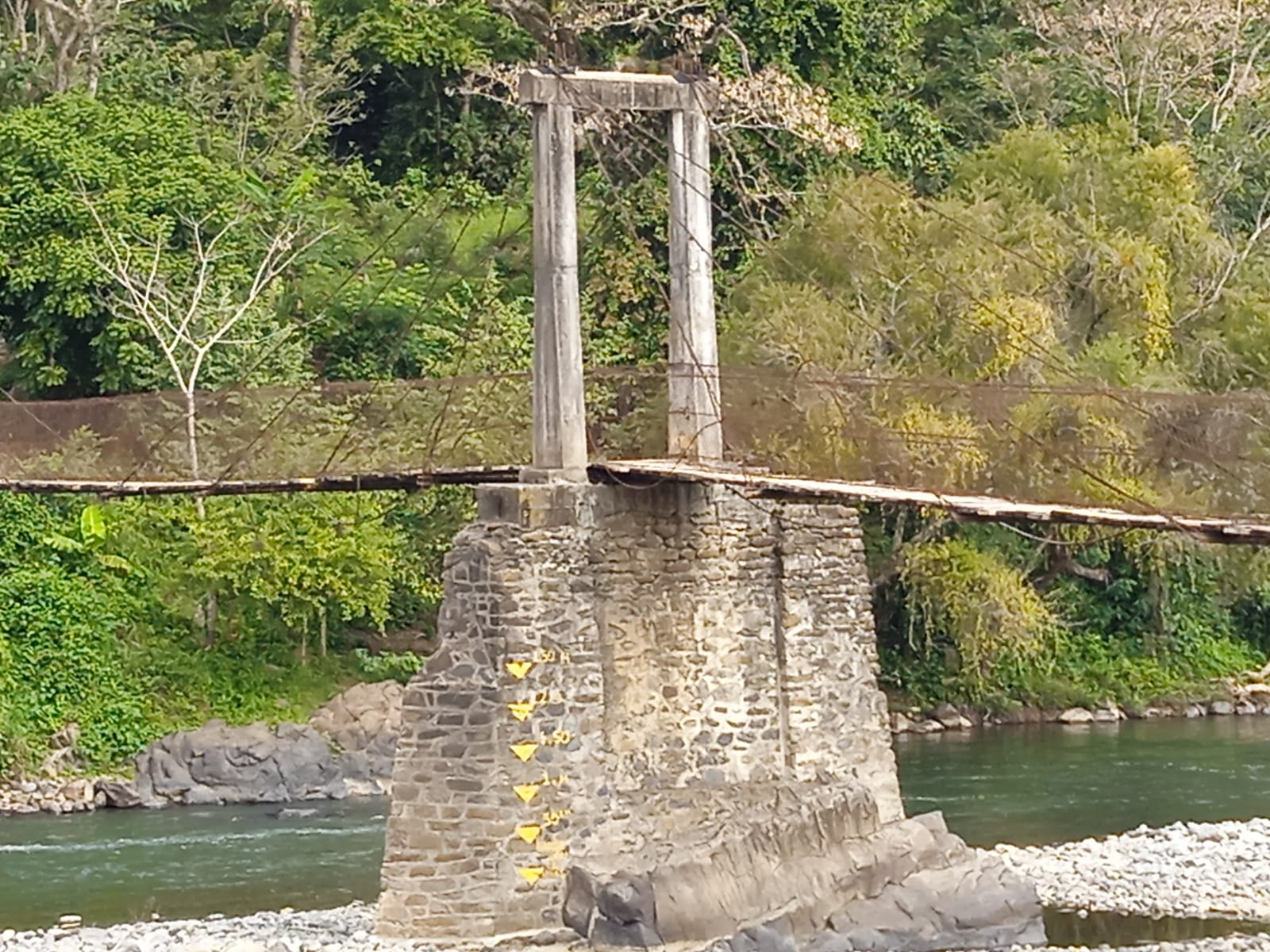
Foto del Muro intermedio del Puente Colgante
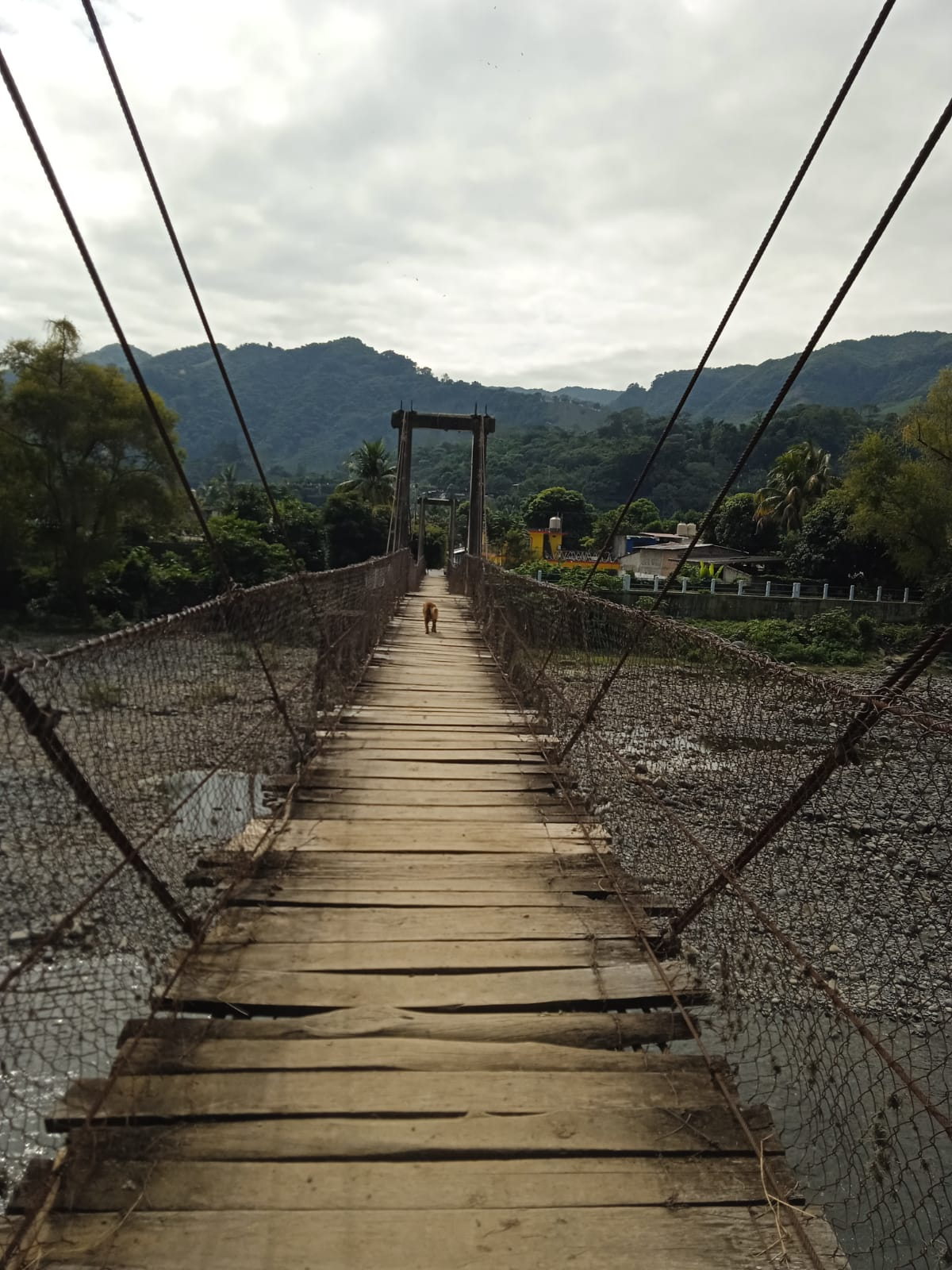
Foto del Interior del Puente colgante
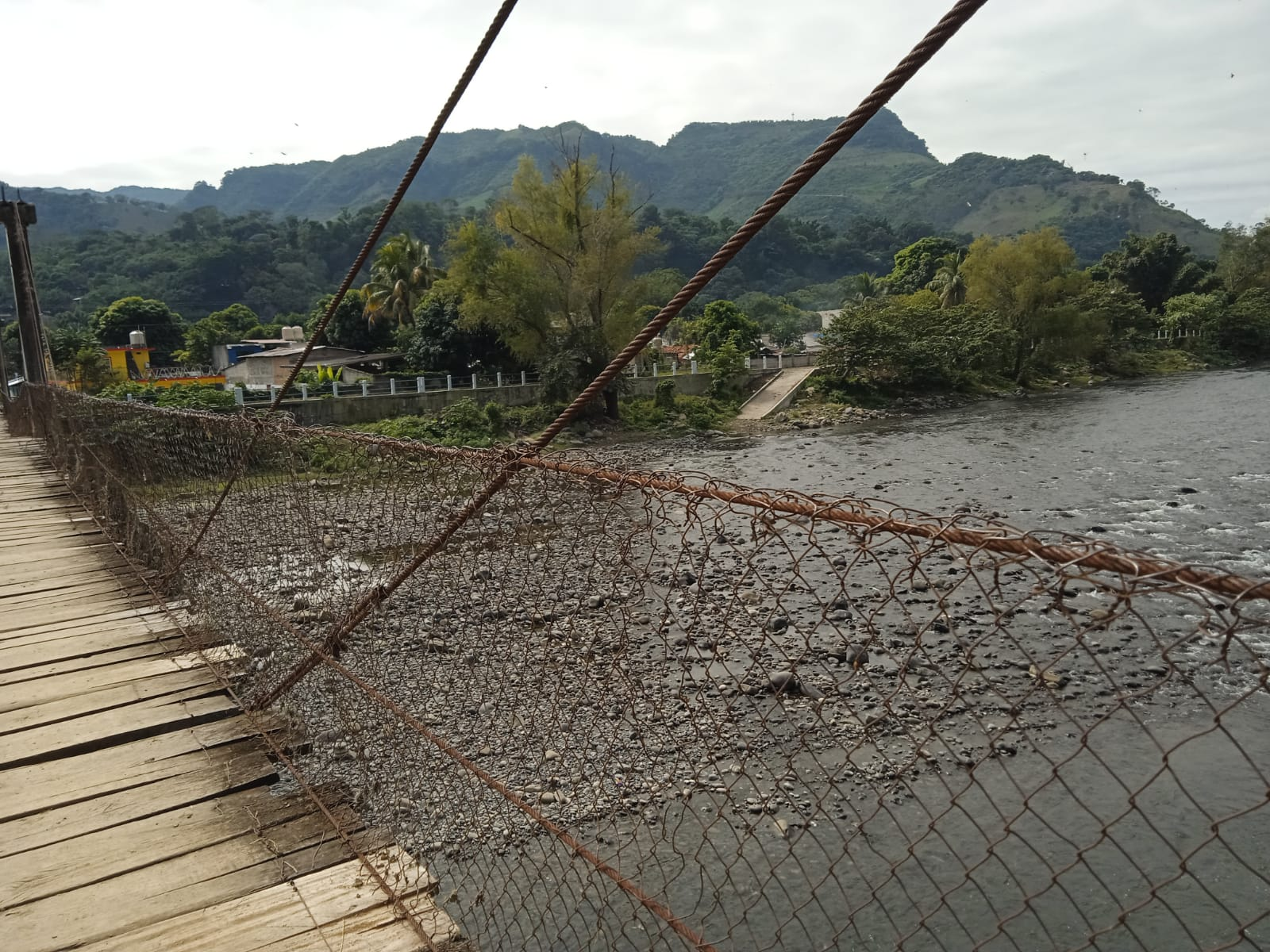
Foto con vista al Rio y el Malecón
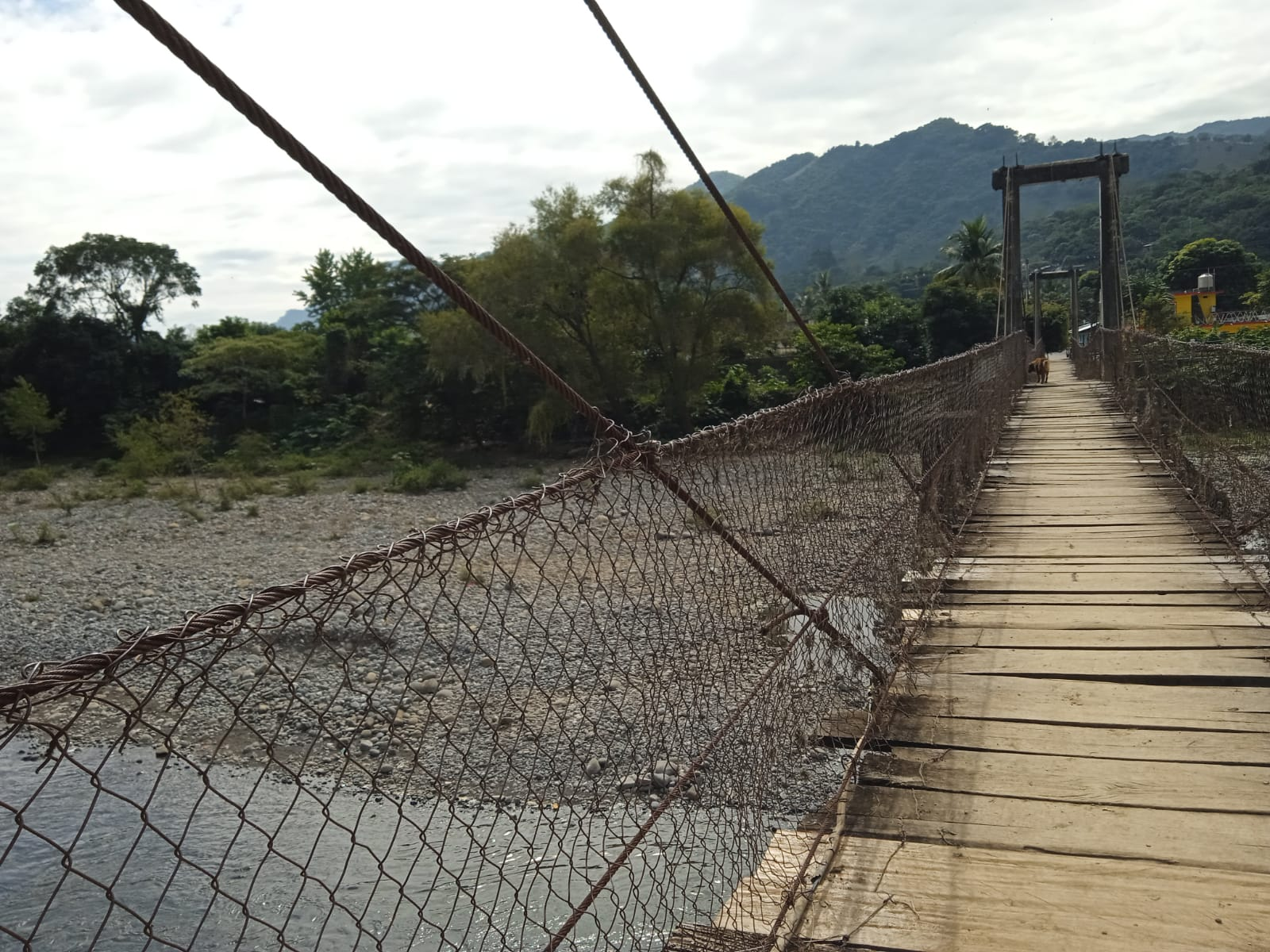
Foto de la parte baja del Puente Colgante
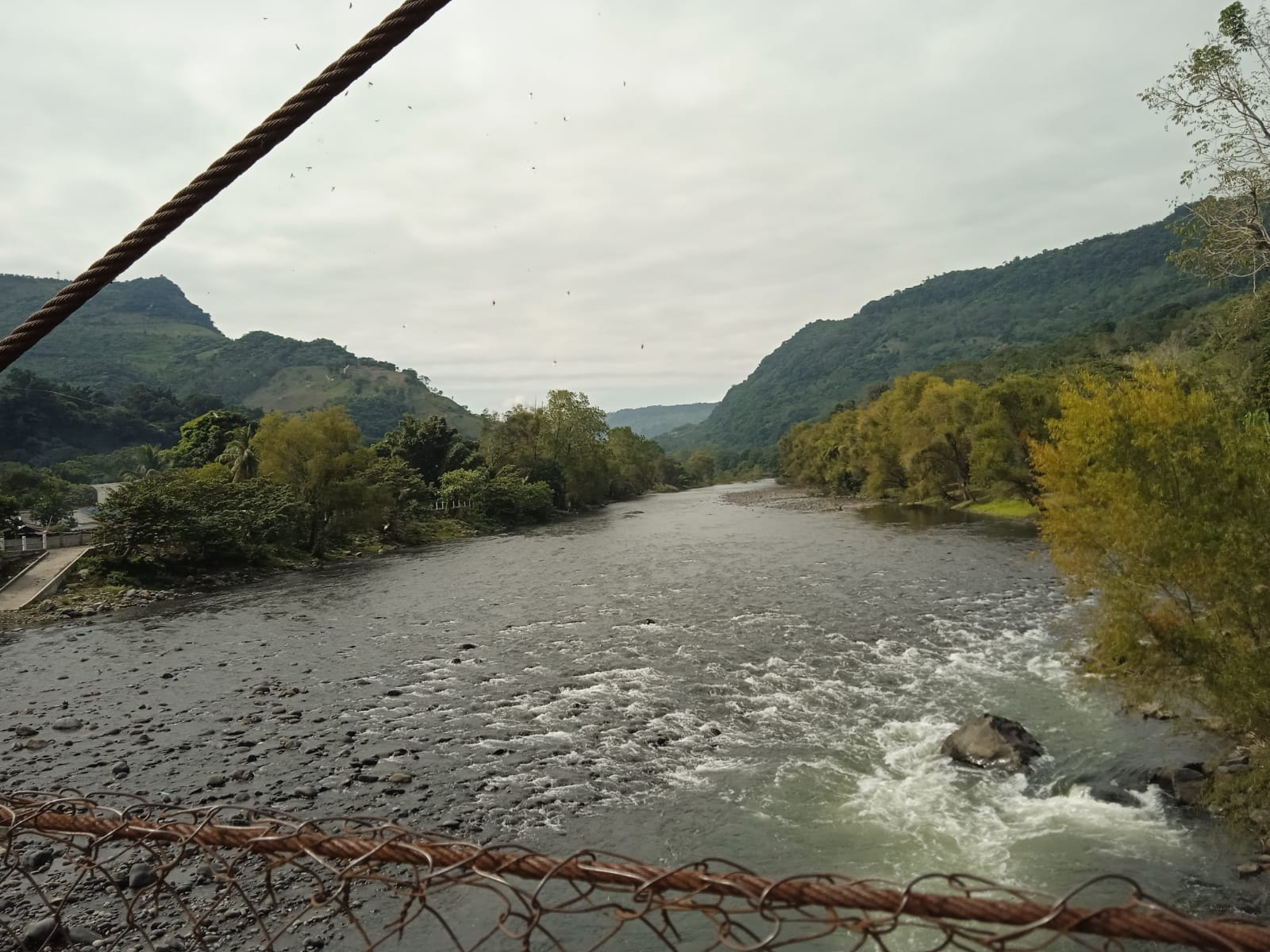
Vista del Rio Necaxa desde el Puente Colgante, Progreso de Zaragoza.